# Втеча з Лос-Анджелеса
«Втеча з Лос-Анджелеса» (англ. Escape from L.A.) — американський фантастичний бойовик 1996 року режисера Джона Карпентера. Продовження фільму «Втеча з Нью-Йорка» 1981 року.
В тоталітарних США 2013 року Лос-Анджелес перетворено на величезну в'язницю, куди засилають злочинців і неблагонадійних. Ватажок повстанців, який мешкає в Лос-Анджелесі, зумів заманити до себе доньку президента, і щоб повернути її, туди посилають Пліскіна. Опинившись у в'язниці, Пліскін розкриває, що у викрадача опинилися не лише дочка президента, а й коди до секретної зброї.

## Сюжет
У 1998 році в США продовжувалася криза, показана в попередньому фільмі, Лос-Анджелес перетворився на центр злочинності. Кандидат у президенти передбачив у своїй промові Божу кару, що паде на Лос-Анджелес, а в 2000 році місто знищив землетрус та відділив його від материка новоутвореною затокою. Завдяки передбаченню новий президент здобув визнання та почав кампанію з боротьби за моральність. Його посаду було зроблено довічною, а столицю перенесено в Лінчбург. Лос-Анджелес став, як раніше Мангеттен, в'язницею, але тепер не лише для кримінальних злочинців, а також усіх, позбавлених громадянства.
Настає 2013 рік, у США панує тоталітарна теократична диктатура. Поза законом віросповідання, відмінні від християнства, паління тютюну, вживання м'яса та носіння хутра. Змія Пліскіна за «аморальну» поведінку депортують до Лос-Анджелеса. Засуджені можуть обрати: ув'язнення на острові, або смерть на електричному стільці. Пліскіну пропонують альтернативу — його помилують, якщо той виконає особливе завдання. Донька президента Утопія, закохавшись в ув'язненого повстанця Куерво, прониклася його ідеями та викрала секретний пристрій. Вона погрожує застосувати його проти США, якщо президент не скасує свої жорстокі закони. Послані рятувальники зникли безслідно. Змій відмовляється, тоді йому вколюють вірус, обіцяючи дати ліки в разі повернення пристрою. У нього є 9 годин, поки вірус не спричинить смерть.
Отримавши зброю та спорядження, Пліскін вирушає на острів у міні-субмарині. Один з ув'язнених впізнає Змія та проводить його вглиб острова. Пліскін вловлює сигнал маячка рятувальника, але той виявляється на трупі. Від повії він дізнається де знайти Куерво, котрий проповідує рівність усіх пригнічених в США. Викравши мотоцикл, Змій переслідує Куерво, але стикається з охоронцями і губить кілька приладів.
Пліскіна знаходить Едді «Зоряний картограф», який пропонує стати його провідником. Змій відмовляється, а невдовзі його з місцевою жителькою Таслімою схоплюють фанатики. Обох доставляють до божевільного хірурга, котрий робить пластичні операції багатим ув'язненим. Змій паралізує його, виплюнувши отруєний дротик, і, погрожуючи застрелити хірурга, тікає з новою подругою до підземелля. Він дарує Таслімі пістолет, а сам вирушає на пошуки Куерво.
Незабаром Тасліма наздоганяє Пліскіна, та її вбивають у перестрілці. Змія рятує Едді та несподівано паралізує його прихованими в автівці шипами. Пліскін опиняється в полоні Куерво, де дізнається що саме викрала Утопія. Це пульт і диск з кодами доступу до системи супутників, здатних дистанційно вимкнути будь-яку електроніку сфокусованим електромагнітним імпульсом. Існують різні коди для ураження кожної країни та світовий код — 666. Втративши сигнал Пліскіна, президент збирається знищити Лос-Анджелес. В цей час Куерво звертається до президента через відеозв'язок і в кадр потрапляє Змій. Куерво вимагає вивезти його з острова, інакше він знеструмить столицю. Президент відправляє йому гелікоптер, сподіваючись, що Змій встигне виконати завдання.
Змія відводять на стадіон, де влаштовуються гладіаторські бої та смертельні випробування на потіху публіці. Там він повинен вчасно закинути м'яч в кільце, інакше буде розстріляний. Досі це нікому не вдавалося, проте Пліскін влучним кидком виборює собі життя. Куерво намагається застрелити Змія, тоді Утопія не дає цього зробити і Пліскін тікає з арени. Відволікши переслідувачів, він ховається каналізації, а розчарована в Куерво Утопія слідує за ним. Вона розповідає, що з допомогою супутників президент прагне підкорити весь світ. Стається землетрус, Пліскін падає в колодязь, а Едді стріляє в нього, думаючи, що убив. Куерво однак не вірить і вимагає принести голову Змія.
Тим часом Пліскін вибирається на поверхню біля узбережжя далеко від Утопії. На острів накочується цунамі, Змій на дошці для серфінгу наздоганяє автомобіль Едді, захоплює його та прямує за пультом. Обоє приходять до транссексуала Герші, котрий розкриває, що вірус в тілі Пліскіна насправді несмертельний. Герші повідомляє про сильну охорону Куерво, проте до цілі можна дістатися з допомогою планера.
Куерво дає команду повстанцям з Куби та Мексики атакувати США. Едді прилітає на планері й повідомляє, що Пліскін живий. Відволікши охорону, він дає Змію змогу атакувати Кеурво з повітря. Йому вдається захопити гелікоптер і забрати Утопію, але Куерво підбиває апарат. Пліскін з Утопією вистрибують з палаючого гелікоптера і їх оточують війська. Президент викриває, що Змій дав справжній пульт Утопії, забирає його і наказує вбити Пліскіна після своєї промови, а Утопію стратити на електричному стільці. Він віддає наказ знеструмити Кубу та Мексику, та замість диска з кодами в пульті виявляється диск з піснею Едді. Пліскіна розстрілюють, але це виявляється голограма з проектора, який він все-таки зберіг. До атаки кораблів лишається 4 хвилини. Змій постає перед вибором: врятувати США, знеструмивши ворогів, або Кубу та Мексику, прирікши США на загибель. Він обирає «вимкнути» весь світ. Утопія завдяки цьому уникає страти, Америка занурюється у темряву. Змій закурює цигарку та йде зі словами «З поверненням до роду людського».

## У ролях
| Актор            | Роль                   |
| ---------------- | ---------------------- |
| Курт Расселл     | Змій Пліскін           |
| Стів Бушемі      | Едді                   |
| Пітер Фонда      | Pipeline               |
| Кліфф Робертсон  | президент              |
| Валерія Голіно   | Тасліма                |
| Стейсі Кіч       | командер Меллой        |
| Пем Гріер        | Герші Лас-Пальмас      |
| Брюс Кемпбелл    | Хірург з Беверлі-Гіллз |
| Жорж Коррафас    | Куерво Джонс           |
| Мішель Форбс     | Бразен                 |
| А.Дж. Ленджер    | Утопія                 |
| Іна Ромео        | Hooker                 |
| Пітер Джейсон    | черговий сержант       |
| Джордан Бейкер   | поліцейський           |
| Керолін Віні     | жінка на шосе          |
| Пол Бартел       | конгресмен             |
| Том МакНалті     | офіцер                 |
| Джефф Імада      | Saigon Shadow          |
| Брекін Мейер     | серфер                 |
| Роберт Керрадайн | скінхед                |

| Актор                 | Роль                |
| --------------------- | ------------------- |
| Шеллі Десаі           | фігура у плащі      |
| Ліленд Орсер          | Test Tube           |
| Кетлін Бланчард       | жіночий голос       |
| Вільям Лудуена        | Мескаліто           |
| Гебріел Кастілло      | Мескаліто           |
| Вільям Пенья          | Мескаліто           |
| Девід Перрон          | US Cleric Justice   |
| Нік Дейнджер          | грає самого себе    |
| Брайан Фрейфілд       | підвішений          |
| Айзек Хейз            | охоронець           |
| Джозеф Б. Генрі       | негр, член банди    |
| Аль Леонг             | азіат, член банди   |
| Джеймс Лью            | азіат, член банди   |
| Дірдрі О'Брайен       | панк                |
| Анджела Торрез Паркер | повія               |
| Томас Розалес мол.    | член банди          |
| Ваятт Расселл         | сирота              |
| Джон Сенсіо           | скінхед             |
| Джонні Торрес         | Мескаліто           |
| Вівікка А. Вітсетт    | дівка ватажка банди |